# Frédéric Lamoth
Frédéric Lamoth, né en 1975 à Vevey, est un médecin et écrivain vaudois.

## Biographie
Originaire de Coppet, Frédéric Lamoth est né d'un père hongrois et d'une mère suisse. Après des études au Gymnase cantonal de la Cité, puis à l'Université de Lausanne, il devient ensuite médecin.
Dans son premier roman La mort digne (2003) publié chez Bernard Campiche Éditeur, Frédéric Lamoth brosse un portrait très ironique de la société helvétique, entre armée, service à la Patrie et vie simple. Ce texte marque aussi en profondeur par son sujet délicat et douloureux : organiser sa propre mort et y faire face. Il est suivi, en 2004 des Sirènes de Budapest, traduit en hongrois, puis par Orion, paru en 2008.

## Sources
- « Frédéric Lamoth », sur la base de données des personnalités vaudoises sur la plateforme « Patrinum » de la Bibliothèque cantonale et universitaire de Lausanne.
- sites et références mentionnés
- 4e de couverture La Mort digne, Bernard Campiche éditeur, 2003
- 24 heures, 2004/11/16, p. 14 avec photographie